# Jコーポレーション
株式会社Jコーポレーションは、三重県津市に本社を置く、緊急地震速報の受信装置（受信端末）についての取扱販売会社。
緊急地震速報受信装置の販売の他、周辺機器の開発や販売、メンテナンス等も行う。
2006年から始まった気象庁の実証実験の段階から緊急地震速報に関わっており、2007年より緊急地震速報利用者協議会の協議会会員である。

## 沿革
- 1994年4月8日　有限会社ジェイコーポレーション　設立
- 2006年12月13日　株式会社Jコーポレーション　に組織変更
- 2014年9月9日　奈良県奈良市に業務管理センター　を開設

## 所在地
本社三重県津市住吉町11-13
業務管理センター奈良県奈良市押熊町557-7 4F

## 主な製品
「インターネットタイプ」緊急地震速報受信装置
デジタルなまず
スーパーなまず
スーパードラゴン
スーパーラビット
「FM電波タイプ」緊急地震速報受信装置
デジタルもぐら 3311
デジタルもぐら 3022
緊急地震速報受信装置 周辺機器
直下ドラゴン
タイガーコール
リアルタイム震度計

## 主な導入先（業種）
飲食料品、繊維、紙・パルプ、化学、石油・石炭製品、ゴム製品、ガラス・土石製品、木材、セラミックス、樹脂・プラスチック、鉄/非鉄金属、産業用機械、ロボット、食品機械、機械要素・部品、民生用電気機器、産業用電気機器、電子部品・半導体、光学機器、自動車・輸送機器、航空・宇宙、造船・重機、試験・分析・測定、IT・情報通信、ソフトウェア、CAD／CAM、環境、エネルギー、医療機器、医薬品・バイオ、建築・土木・エンジニアリング、建材・資材・什器、印刷業、製造・加工受託、その他製造、商社・卸売り、小売、電気・ガス・水道業、倉庫・運輸関連業、情報通信業、医療・福祉、教育・研究機関、官公庁、水産・農林業、鉱業、サービス業、その他